# Kuschel-Café
Als Kuschel-Café bzw. Kuschelcafé werden Etablissements bezeichnet, in denen alleinstehende Menschen einen Partner zum Kuscheln „mieten“ können.
In Japan eröffneten in den letzten Jahren viele derartige Einrichtungen. Ein Grund ist die Tatsache, dass immer mehr junge Männer und Frauen unverheiratet sind, da sie keinen Partner finden. Es gibt sowohl männliche als auch weibliche Hostessen, die mit ihren Kunden interagieren. So dürfen diese gegen Bezahlung ihren Kopf auf den Schoss der Hostess legen.
Das erste Kuschel-Café, Soineya, eröffnete am 25. September des Jahres 2012 in Akihabara, Tokio. Der Name bedeutet ungefähr „Schlaf-zusammen-Shop“.
Inzwischen wurden auch in Kanada und in den Vereinigten Staaten Kuschel-Cafés eröffnet.